# マカオの歴史

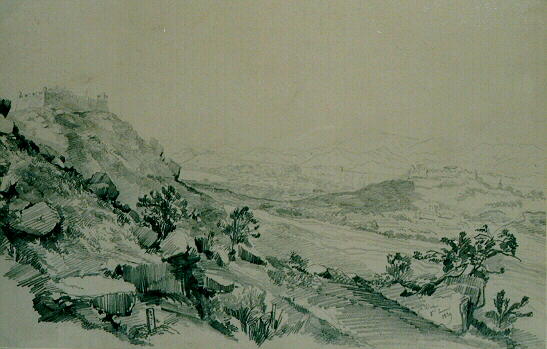
Vue générale de Macau - オーギュスト・ボルジェ (1808-1877) が描いた19世紀のマカオ

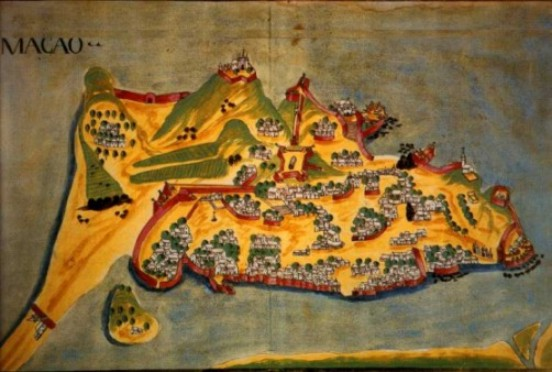
1639年のマカオ

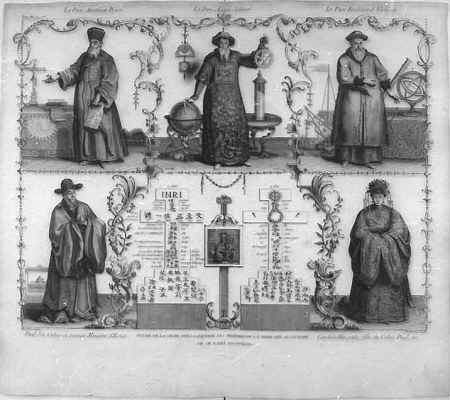
16世紀のイエズス会士たちは宣教の拠点としてマカオを利用した

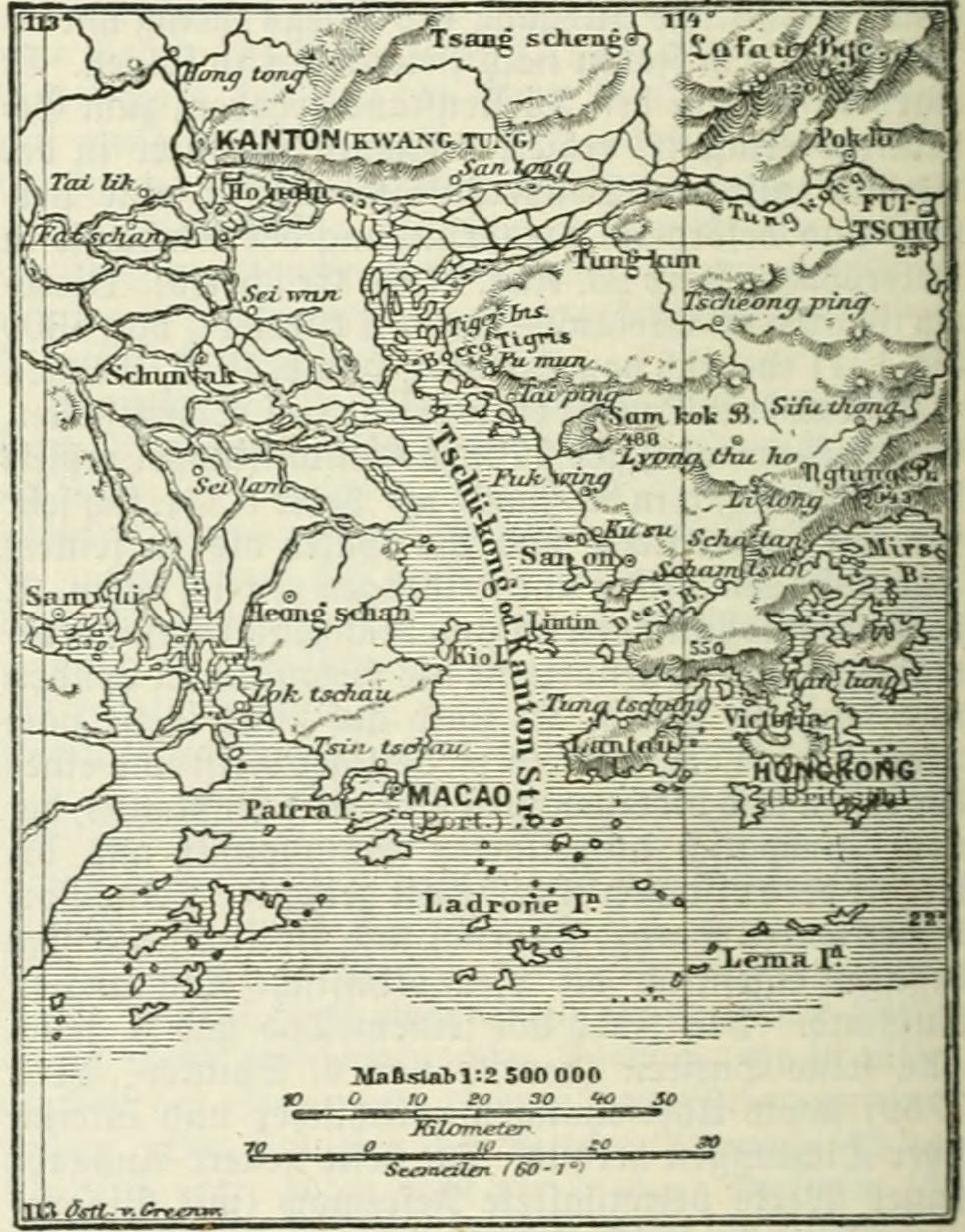
ドイツによる1888年の香港、マカオ、広東の地図

マカオの歴史について述べる。

## 政治史
マカオにポルトガル人が到来し、中国の明王朝との交易に乗り出すのは16世紀初めの1513年のことである。当初は東南アジアの植民地から中国近海に来航していたポルトガル人は、マカオに居留地を確保し、中国や日本に対する貿易拠点とした。マカオはまた日本や中国に対するカトリック教会の布教の拠点でもあり、日本の禁教後はマテオ・リッチなどのイエズス会宣教師を北京に送り込んでいた。
しばしば「海賊討伐で明に協力した代償として、1557年にポルトガル領マカオ植民地が成立した」と書かれるが、これはポルトガル側の主張であり、中国側で確認できる史料はない。中国側の史料である『廣東通志』には、1553年にポルトガル人が汪柏という役人に賄賂を贈り、上陸と居住の許可を得たのがきっかけであるという記載がある。
また、この時点ではポルトガルはマカオの居留権を認められたにすぎない。明および続く清の時代を通じてマカオは中国が領土主権を有し、1845年までは中国の税関が設置され、中国の官吏がマカオ内に自由に出入りしていた。
ポルトガル側の行政機構としては、インド副王が治めるポルトガル領インドに属し、カピタン・モール（Capitão Mor）が責任者であった。1583年に市（cidade）に昇格し、翌年には議会設置が承認された。カトリックの布教区では、1579年にマカオ司教区が独立した。後述のように日中中継貿易の拠点として繁栄したことが有名だが、ベトナムなどインドシナへの貿易・布教への拠点でもあった。
17世紀の明清交代期には、清が台湾の鄭氏政権対策として遷界令を発して貿易を禁じ、また日本も鎖国をひいてポルトガル船を締め出したために、一時期マカオは没落した。また、1581年から1640年の期間、スペイン王がポルトガル王を兼ねる同君連合の状態にあり（スペイン帝国）、これによりオランダとの間でマカオの戦いも起きた。また、1640年のポルトガル王政復古戦争など、本国の動乱により海外拠点の経営の弛緩が見られた。その後、鄭氏が清に降伏すると貿易は再開される。
ポルトガルがマカオの行政権を中国人官吏から奪取し、ここを完全に植民地化したのは1849年のことで、アヘン戦争によってイギリスが香港植民地を獲得したのに刺激されたものである。その後、1862年になって初めて中国（清）もマカオにおけるポルトガル統治権を認め、1887年に中葡和好通商条約を締結してマカオを第三国に譲渡しないことを条件に永久的に占有することを承認した。注目すべきは、ポルトガルが得たのはあくまで統治権のみであり、マカオの主権はあくまで中国（清）側にあった点である。このことから、「マカオは史上かつてポルトガル領になったことは一度もない」とも言えることになる。
第二次世界大戦では、ポルトガルが中立を宣言したためにマカオは東アジアにおける中立港となり、経済的には繁栄したものの日本と中華民国の戦闘が続いたことから中国人の難民が大量に流入した。国共内戦が終結し中国国民党が台湾島に遷都した後の1951年にポルトガルはマカオを海外県とし、ポルトガル系住民支配のもとで植民地支配を続けようとしたが、反共主義者であったアントニオ・サラザール首相による独裁政権下にあったこともあり、中華人民共和国との国交は持たないままであった。1966年に中国共産党系住民による反ポルトガル闘争（一二・三事件）が巻き起こり、サラザール政権は中華人民共和国の要求を全面的に受け入れてマカオは事実上その影響下に入り、「マカオの王」「マカオの影の総督」と呼ばれた親中派実業家の何賢の影響力は絶大なものになり、ポルトガルの植民地戦争が起きていたアフリカのポルトガル植民地とは対照的に政情は安定していた。
マカオ暴動以降、中華人民共和国側からの影響と返還の圧力が高まる中、1974年にポルトガル本国でカーネーション革命が起こって政権交代が実現し、左派系の新政権は海外植民地の放棄を掲げ、中華人民共和国側にマカオの返還も提案するも中華人民共和国はこれを拒否した。これを受け、1976年にポルトガルはマカオを海外県から特別領に改め、立法会を設置するなど、行政における本国からの大幅な独立性を認めることにした。
1979年には中華人民共和国とポルトガルの国交が樹立されるにあたり、マカオの本来の主権が中華人民共和国にあることが確認された。しかし、同じく海外領土下にある香港市民の動揺を恐れた中華人民共和国政府は、マカオの主権を主張しつつ、当分の間のポルトガルによる統治を希望したと言われており、主権と統治権（行政管理権）を分離した形を取ることを希望した形となり、これにより返還は遅れ、「アジア最後のヨーロッパ植民地」と呼ばれることとなった。
1986年より、中華人民共和国がイギリスとの間で進める香港返還交渉と平行してマカオ返還交渉が開始。翌1987年、両国は共同声明を発して1999年に行政権が中華人民共和国に譲渡されることが決定した。
マカオには、マカオ基本法を実質上の憲法として運用する一国二制度が適用され、ポルトガルから受け継いだ現行の社会制度を返還後50年にわたって維持することとなった。返還は1999年12月20日に実現、マカオは中華人民共和国の特別行政区となった。なおこれによりアジアから欧米の植民地は完全に姿を消した。

## 経済史

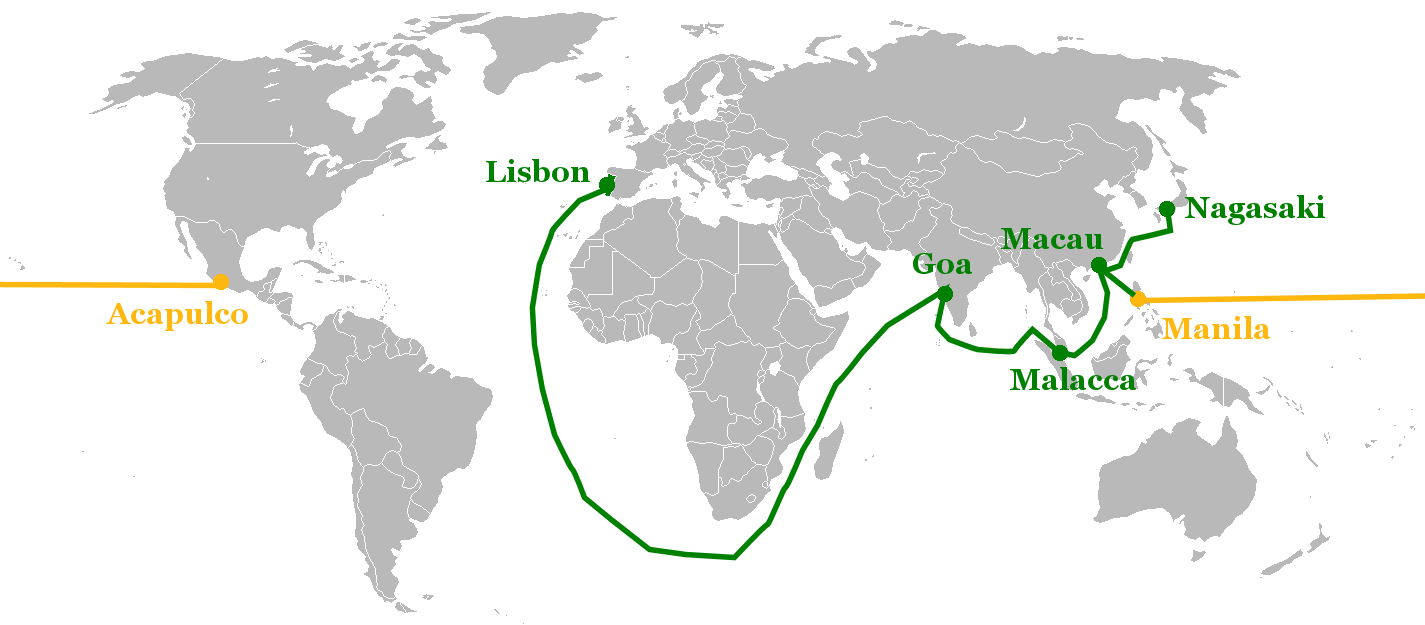
スペインとポルトガルにとってマカオは世界的貿易の中継地点だった

16世紀のポルトガル人が到来した当初、マカオ貿易の中心は、インドや東南アジアで買い付けた物産を中国に輸出し、中国から絹や陶磁器などを東南アジアや欧州にまで輸出する南海貿易であったが、やがて日中貿易の仲介でも大きな利益を見出した。これは倭寇に苦しんだ明王朝が日本との貿易を禁止していたため、日本船が中国に来航できず、ポルトガルがその代行者として参入したことによる。
1580年には本国ポルトガルがスペインとの同君連合となり、スペインの植民地マニラとの間にも貿易ルートが開かれた。この頃、日本では統一権力が形成に向かうとともに先進的な鉱山技術が導入されて金・銀の生産量が飛躍的に増加し、経済発展著しい中国が通貨として用いる銀を欲していたことから日中中継貿易は莫大な利益をもたらした。しかし日本との貿易は江戸幕府の鎖国政策によって終結し、明末清初の動乱ともあいまって17世紀のマカオの没落を招いた。
台湾の鄭氏政権が清朝に降伏して明末清初の動乱が終わると、マカオは東南アジア貿易に活路を見出し、ティモール島に植民するなど一応の回復を見せたが、清朝が広州を開放して欧米諸国の貿易船を受入れ、いわゆる広東貿易が発展すると衰退の一途を辿った。広東貿易体制でヨーロッパ商人は、西洋からの航海を経て、ポルトガルが居留権を得ていたマカオに滞在した後、貿易シーズンである10月から1月に限り、行商人が設置した広州港の夷館区域（西洋商人からはファクトリー(Canton Factory)と呼ばれた外国人居留区域）内に移った。夷館区域においては、ヨーロッパ商人たちは域内に活動が限定され、清国の国内商人との直接取引は禁止されるなど、不自由な生活を強いられたため、広州で貿易に従事する欧米人はマカオを休養地として利用することが多く、カジノ産業が発達して「東洋のモンテ・カルロ」と呼ばれるようになった。
18世紀末から19世紀初頭にかけて、産業革命を背景としたイギリスが茶貿易で進出し、三角貿易を進め、その結果、アヘン戦争を経て香港を植民地として獲得して以降、マカオにおける欧米諸国の対中貿易の地位が相対的に下がり、また、珠江河口に位置するマカオは、港の水深が浅いため、近代的大型汽船の寄港に向かず、貿易の中心が英国領香港と上海を初めとする条約港に移ったことによる経済が衰退した。
この時期における、マカオ経済の後退おいて、一時は、1833年のイギリス奴隷廃止法などを受けた中南米への苦力貿易の積み出し港として命脈を保ったが、それも、国際的非難を浴びるようになり1873年に全面的に禁止、マカオ経済生き残りのための処置として残ったのが、賭博業の合法化である。1847年、ポルトガル・マカオ政庁は、賭博からの税金を取り立てるという目的で賭博経営を合法化し、1891年公認賭博営業免許の入札制度を導入、1896年本国ポルトガルでの賭博禁止法にあわせ、マカオでは利権の独占を企図した賭博禁止令を発布し、賭博を政府の許可制とした。珠江デルタ対岸の香港は、イギリスの中国進出の拠点として急激な発展を見せつつあったが、そこにおいては1872年に賭博業が禁止され、マカオを代替地とする賭博業発展の要因ともなった。
日中戦争当時において、マカオは宗主国ポルトガルが中立の立場を堅持したため、戦火を避けるべく多数の香港からの難民や上海、東南アジアで莫大な資産を有する華僑やヨーロッパ人が流入した。しかしながら、戦争の
終結とともにマカオへ避難していた人々の多くはマカオを去り、マカオ経済は一挙に不況へと陥った。1961年2月13日にポルトガル政府海外部は、マカオの旅遊化を定め、マカオにおける賭博業を「特殊的娯楽」と位置付けマカオの経済発展における促進作用とすることを明文化した。こうした動きに対し、カジノ営業権の獲得を目指すため、スタンレー・ホー、霍英東、テディ・イップ、イップ・ホンの４名の出資によって「マカオ旅行娯楽会社（STDM）（Sociedade de Turismo e Diversões de Macau,S.A./澳門旅遊娯楽股份有限公司）」が設立され、新たなカジノ営業権を付与する入札が行われ、その結果、STDM社がカジノ営業権を取得した。STDM社は、観光客の誘致のため、ホテル・リスボアをはじめとするホテルの建設や港の整備、香港とマカオとを結ぶ高速艇（TurboJET）の整備などを行い香港を経由地とする世界中の観光客誘致に成功、以降、マカオのカジノ産業は STDM社が40年にわたり独占することとなった。
返還後、2002年には、カジノ経営権の国際入札を実施し、その結果これまでSTDM社が独占してきたギャンブルを含むカジノ産業を、香港系の「ギャラクシー・マカオ（銀河娯楽場）」社とアメリカの「ウィン・リゾーツ（永利渡暇村）」社にも開放した。また、中国本土の経済発展に伴い、中国本土からの観光客も大幅に増加し、近年において、GDPの40〜60%程度（さらにホテル、飲食業が5%程度）、政府歳入の80%程度はギャンブルに依拠している。

## 年表
- 1517年 - ポルトガル人広東来航。
- 1535年 - 明王朝、香山県濠鏡（マカオ）に市舶司を設置。
- 1557年 - ポルトガルが明よりマカオの居留権を獲得。
- 1580年 - スペイン国王フェリペ2世がポルトガル王位を兼任。
- 1582年 - マカオ、フェリペ2世への忠誠を宣言、以後マカオ - マニラ貿易始まる。
- 1583年 - マカオ市政議会設置。
- 1586年 - ポルトガル国王、マカオの自治都市資格を承認。
- 1603年 - オランダ船、マカオからゴアに向かうサンタ・カタリナ号を拿捕。
- 1613年 - 最初のマカオ総督任命。
- 1622年 - マカオの戦い：オランダ艦隊がマカオを攻撃するが失敗し、澎湖諸島に転じる。
- 1639年 - 日本、ポルトガル船の来航を禁止。
- 1640年 - ポルトガル、スペイン支配から離脱。マニラ貿易停止。
- 1647年 - ポルトガル使節長崎に来航し貿易再開を願うが、拒絶される。
- 1650年 - 清軍広州入城。
- 1662年 - 清王朝、遷海令発布、マカオの貿易を禁じる（-64年）。
- 1670年 - ポルトガル使節、北京に朝貢（康熙帝）
- 1685年 - 清王朝、対外貿易を再開。
- 1685年 - ポルトガル船、日本人漂流民を長崎に返還するが、貿易再開は拒否される。
- 1727年 - ポルトガル使節、北京に朝貢（雍正帝）。
- 1753年 - ポルトガル使節、北京に朝貢（乾隆帝）。
- 1808年 - ナポレオン戦争中英国艦隊マカオを保護下に置くため来航するが、清の武力を背景に拒絶。
- 1847年 - 賭博経営を合法化。
- 1849年 - ポルトガル、マカオ独立を宣言、マカオ総督フェレイラ・アマラル暗殺。
- 1851年 - ポルトガル、タイパ島を占領。
- 1862年 - 天津条約で中国はマカオがポルトガル植民地であることを承認。
- 1864年 - ポルトガル、コロアネ島を占領。
- 1941年 - 太平洋戦争勃発。ポルトガル本国が中立であったことから、マカオ中立港として繁栄。
- 1945年 - 太平洋戦争終戦。
- 1962年 - スタンレー・ホーらのSTDM社がカジノ営業権を取得。香港との高速定期航路路線TurboJETの運行が開始される。
- 1966年 - 一二・三事件。
- 1974年 - ポルトガル本国でカーネーション革命が発生し、海外植民地放棄を宣言。
- 1979年 - 中国・ポルトガル外交関係樹立。
- 1980年 - マカオ総督北京訪問。
- 1987年 - マカオ問題に関する中国ポルトガル共同声明発表。
- 1999年 - マカオ返還、特別行政区成立。
- 2002年 - マカオ市、海島市が廃止され、民政総署が発足。